# Jo Daviess County
Das Jo Daviess County ist ein County im US-amerikanischen Bundesstaat Illinois. Im Jahr 2010 hatte das County 22.678 Einwohner und eine Bevölkerungsdichte von 14,6 Einwohnern pro Quadratkilometer. Der Verwaltungssitz (County Seat) ist Galena.

## Geografie
Das County im äußersten Nordwesten von Illinois und grenzt im Westen – getrennt durch den Mississippi – an Iowa; im Norden grenzt Wisconsin an. Es hat eine Fläche von 1602 Quadratkilometern, wovon 46 Quadratkilometer Wasserfläche sind.
Das Jo Daviess County liegt in der Driftless Area genannten eiszeitlich geformten Region, die sich über das südöstliche Minnesota, das südwestliche Wisconsin, das nordöstliche Iowa und das äußerste nordwestliche Illinois erstreckt. Bei der letzten Eiszeit, der so genannten Wisconsin Glaciation, blieb die Region eisfrei, sodass sich die Flusstäler des Galena River und des Apple River auch während dieser Zeit tiefer in das Plateau einschneiden konnten.
An das Jo Daviess County grenzen folgende Nachbarcountys:
| Grant County (Wisconsin) | Lafayette County (Wisconsin) |                   |
| Dubuque County (Iowa)    |                              | Stephenson County |
| Jackson County (Iowa)    |                              | Carroll County    |

## Geschichte

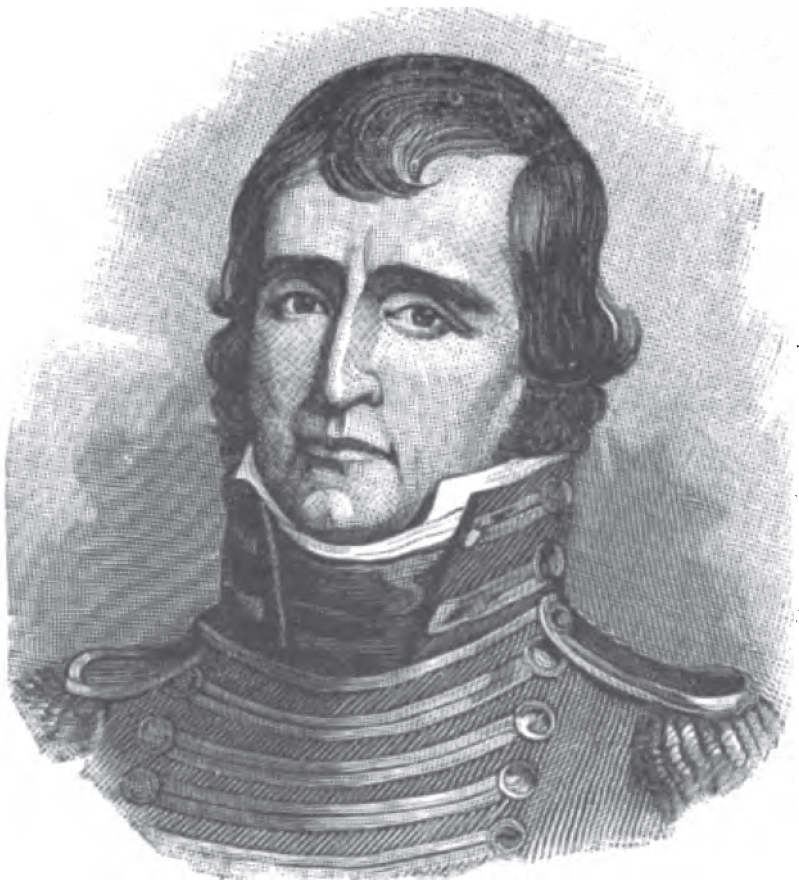
Daviess

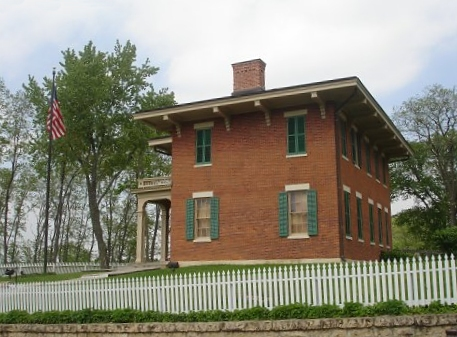
Das Haus von Ulysses S. Grant in Galena, seit 1966 im NRHP gelistet

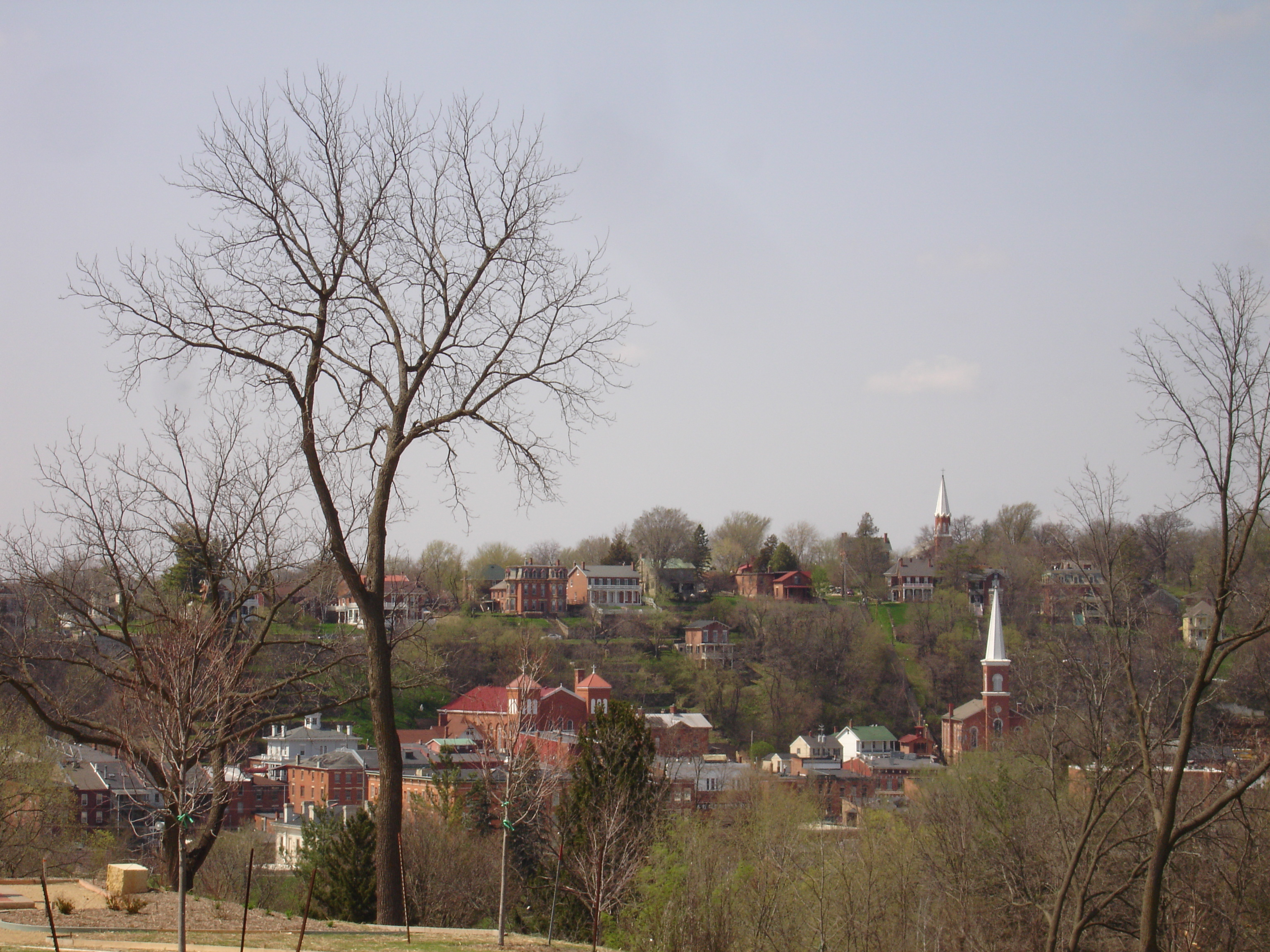
Zentrum von Galena, seit 1969 im NRHP gelistet

Das Jo Daviess County wurde am 27. Februar 1827 aus Teilen des Putnam-, Mercer- und Henry County gebildet. Benannt wurde das County nach Joseph Hamilton Daviess (1774–1811), einem Juristen und Militär-Offizier aus Kentucky, der bei der Schlacht von Tippecanoe getötet wurde.
Bereits 1690 baute der Franzose Nicholas Perrot einen Handelsposten am Ostufer des Mississippi und trieb Handel mit den Indianern entlang des Fever River, heute Galena River, indem er ihnen das in Minen geförderte Blei abkaufte und an die Franzosen weiterverkaufte. Erst 1816 berichtete der Captain der US-Armee, John Shaw, wieder über die Blei abbauenden Indianer am Fever River. 1818 erbaute JohnTyler Armstrong eine Blockhütte am Ostufer des Fever River. 1819 übernahm Francis Bouthillier diese Blockhütte und richtete eine Fährverbindung über den Fluss ein. In den nächsten Monaten kamen über 100 Männer, um in den Bleiminen entlang des Flusses zu arbeiten. 1822 wurde von der Regierung die erste Mine an Colonel James Johnson verkauft, der mit etwa 20 Weißen und 50 Sklaven ankam.
1826 wurde das erste Postbüro in Galena eröffnet und 1827 begannen die ersten Dampfschiffe ihre regulären Fahrten zwischen Galena und St. Louis; außerdem erschien das Miners Journal, die erste Zeitung der Region. 1838 wurde die erste presbyterianische Kirche erbaut und 1841 hatte alleine schon die Stadt Galena 650 Häuser und 2225 Einwohner. 1844 wurde das bereits 1839 angefangene Gerichtsgebäude fertiggestellt und in Betrieb genommen, und 1847 begann der Landverkauf an Privatpersonen. 1854 bekam das County durch die Illinois Central Railroad ihren ersten Eisenbahnanschluss, und ein Großfeuer zerstörte alle Holzgebäude entlang der Hauptstraße.
1860 kam der spätere US-Präsident Ulysses S. Grant nach Galena, mietete ein Haus und arbeitete zusammen mit seinem Vater und seinen Brüdern in dessen Lederwarengeschäft. Nach dem Ende des Bürgerkriegs kam Grant zurück und richtete hier sein Wahlkampfbüro ein.

### Territoriale Entwicklung

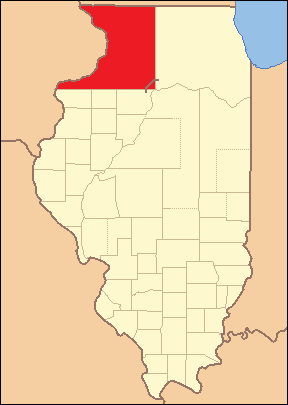
Das Jo Daviess County von seiner Gründung im Jahr 1827 bis 1831
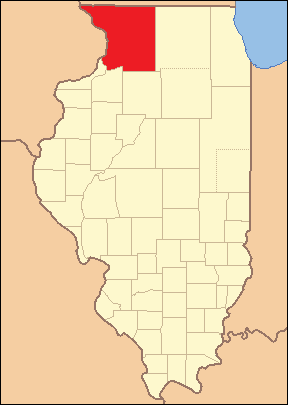
1831 bis 1836
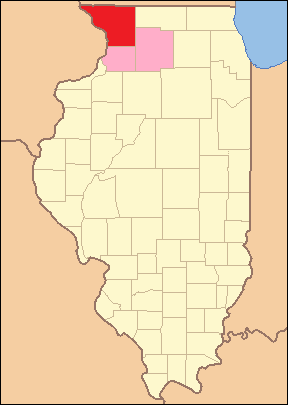
1836 bis 1837
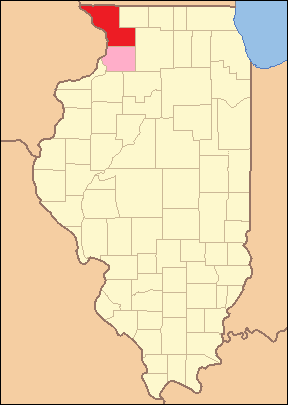
1837 bis 1839
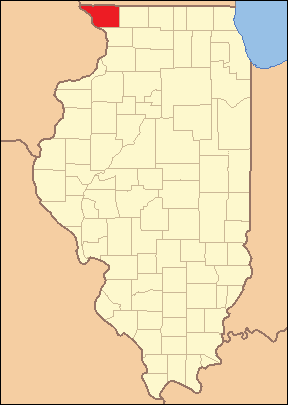
1839 bis heute

## Demografische Daten
Nach der Volkszählung im Jahr 2010 lebten im Jo Daviess County 22.678 Menschen in 10.083 Haushalten. Die Bevölkerungsdichte betrug 14,6 Einwohner pro Quadratkilometer. In den 10.083 Haushalten lebten statistisch je 2,17 Personen.
Ethnisch betrachtet setzte sich die Bevölkerung zusammen aus 97,2 Prozent Weißen, 0,5 Prozent Afroamerikanern, 0,2 Prozent amerikanischen Ureinwohnern, 0,3 Prozent Asiaten sowie aus anderen ethnischen Gruppen; 0,9 Prozent stammten von zwei oder mehr Ethnien ab. Unabhängig von der ethnischen Zugehörigkeit waren 2,7 Prozent der Bevölkerung spanischer oder lateinamerikanischer Abstammung.
20,8 Prozent der Bevölkerung waren unter 18 Jahre alt, 57,9 Prozent waren zwischen 18 und 64 und 21,3 Prozent waren 65 Jahre oder älter. 49,8 Prozent der Bevölkerung war weiblich.

Das jährliche Durchschnittseinkommen eines Haushalts lag bei 47.103 USD. Das Prokopfeinkommen betrug 27.494 USD. 10,5 Prozent der Einwohner lebten unterhalb der Armutsgrenze.

## Ortschaften im Jo Daviess County
Citys
- East Dubuque
- Galena

Villages
| - Apple River - Elizabeth - Hanover - Menominee | - Nora - Scales Mound - Stockton - Warren |

Unincorporated Communities
| - Aiken - Apple Canyon Lake - Blanding - Bremen - Cattese | - Derinda Center - Massbach - Morseville - New Diggins - Oak Hill | - Rice - Rodden - Schapville - The Galena Territory - Willow |

## Gliederung
Das Jo Daviess County ist in 23 Townships eingeteilt:
| Township                 | Einw. (2010) | FIPS     |
| ------------------------ | ------------ | -------- |
| Apple River Township     | 498          | 17-01686 |
| Berreman Township        | 147          | 17-05495 |
| Council Hill Township    | 141          | 17-16639 |
| Derinda Township         | 321          | 17-19551 |
| Dunleith Township        | 3820         | 17-21202 |
| East Galena Township     | 1283         | 17-21813 |
| Elizabeth Township       | 1111         | 17-23178 |
| Guilford Township        | 1206         | 17-31979 |
| Hanover Township         | 1201         | 17-32720 |
| Menominee Township       | 1122         | 17-48372 |
| Nora Township            | 370          | 17-53208 |
| Pleasant Valley Township | 273          | 17-60664 |

| Township              | Einw. (2010) | FIPS     |
| --------------------- | ------------ | -------- |
| Rawlins Township      | 455          | 17-62926 |
| Rice Township         | 338          | 17-63472 |
| Rush Township         | 380          | 17-66326 |
| Scales Mound Township | 622          | 17-67938 |
| Stockton Township     | 2453         | 17-72793 |
| Thompson Township     | 841          | 17-75146 |
| Vinegar Hill Township | 364          | 17-78084 |
| Wards Grove Township  | 224          | 17-78799 |
| Warren Township       | 1601         | 17-78864 |
| West Galena Township  | 3323         | 17-80359 |
| Woodbine Township     | 584          | 17-82907 |
|                       |              |          |

| Dunleith Menominee Vinegar Hill Council Hill Scales Mound Apple River Warren Nora Wards Grove Berre- man Pleasant Valley Derinda Hanover Rice West Galena Rawlins East Galena Guilford Thompson Rush Stockton Woodbine Elizabeth |